# Aragonés del valle de Tella
El aragonés del valle de Tella es la variedad dialectal del aragonés en el valle de Tella (en el Sobrarbe, provincia de Huesca, Aragón, España), perteneciente al bloque central. Se habla por tanto en localidades como Tella, Escuaín, Biés, Revilla, Arinzued, La Miana, Cortalaviña, Estaronillo y Mirabal.
Posee los rasgos más característicos del aragonés de tipo central hablado en el Valle de Tella, tradicionalmente clasificado como forma local del belsetán o aragonés del vecino Valle de Bielsa, aunque algunas características diferentes de este le hacen también más estrechamente relacionado con otras hablas que hay en la comarca, como el aragonés del Valle de Puértolas, con el que limita por el sur, siendo peculiar y presentando algunos rasgos de transición entre uno y otro que le dan su personalidad, que son los que se presentan en este artículo.
Se ha de entender el habla de Tella no como un habla definida y aislada en su valle, sino como una variedad que se ha conservado mejor y sin tanta castellanización como las otras de Sobrarbe porque su valle es uno lateral del Cinca sin ningún río o interés minero y por eso no han sido llevados turistas en los últimos años, ni personal de las empresas eléctricas que hicieron las obras hidráulicas de la comarca a lo largo del siglo XX y eso ha hecho que se haya podido conservar mejor el habla. Se ha de pensar que, después de eso, las características que en este artículo se definen tienen su foco de más pureza en los lugares de la parte alta del valle (Escuaín, Rebiella, Arinzuet, La Miana y la propia Tella), mientras que los lugares de debajo del Cinca (La Infortunada y el Espital) no cumplen todos los rasgos, siendo su habla más difícil de clasificar, más mezcladas con las de otras hablas de la comarca (prolongados desde otros polos dialectales, como Chistau, Bielsa y el área de Aínsa) y también más castellanizada.
Se conocen pocos estudios hechos de esta forma del aragonés, y la única manifestación escrita que se ha podido conservar es un texto del año 1983 titulado “La Caridá de Tella”, escrito por Isabel Sesé, natural de Tella, donde se habla de su fiesta el día de San Juan, en junio, y el acto central de las fiestas del lugar que se llama La Caridá. El texto se publicó en el número 3 de la revista Orache.
Aunque su vitalidad es mínima por la despoblación que tuvo que sufrir el valle en los años 50 y 60, goteada de familias que se marcharon, Tella, Arinzuet y Escuaín fueron los únicos lugares que no se despoblaron del todo pero porque quedaron pocas personas. Otras que se marcharon, después volvieron con los años y son las responsables de que las casas estén pobladas de nuevo.

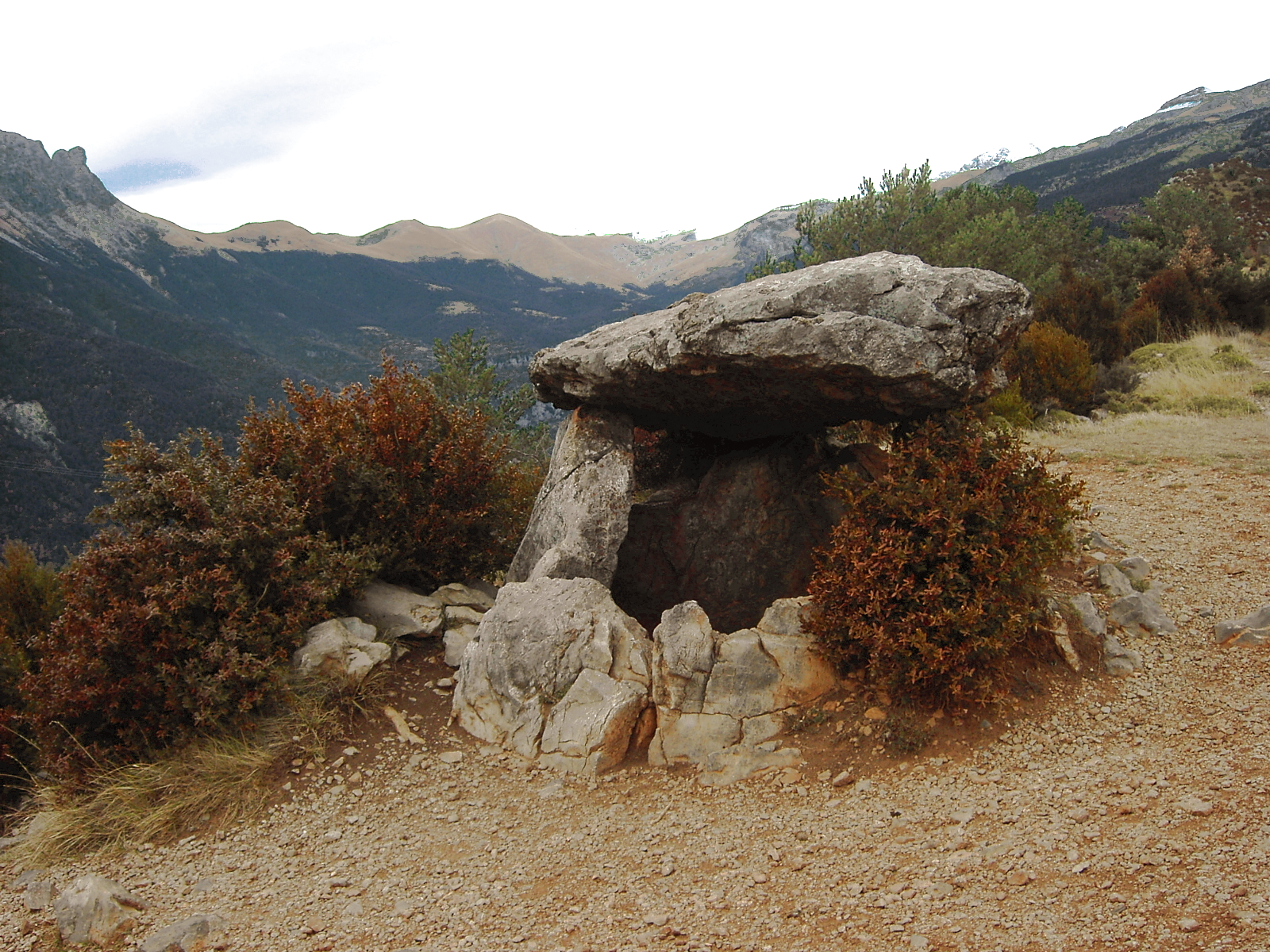
El dolmen de Tella (circa 3000 a. C.), conocido en el valle como La Losa (de) La Vasar. Este es seguramente el monumento mejor conocido del valle de Tella.

## Características
El aragonés de Tella no es muy diferente de otras hablas de tipo central que hay en el Sobrarbe, y manifiesta algunas características que también son definitorias de otras hablas bien descritas (sobre todo el belsetán) y de otras formas locales de la lengua aragonesa en la comarca de Sobrarbe.

### Morfología verbal

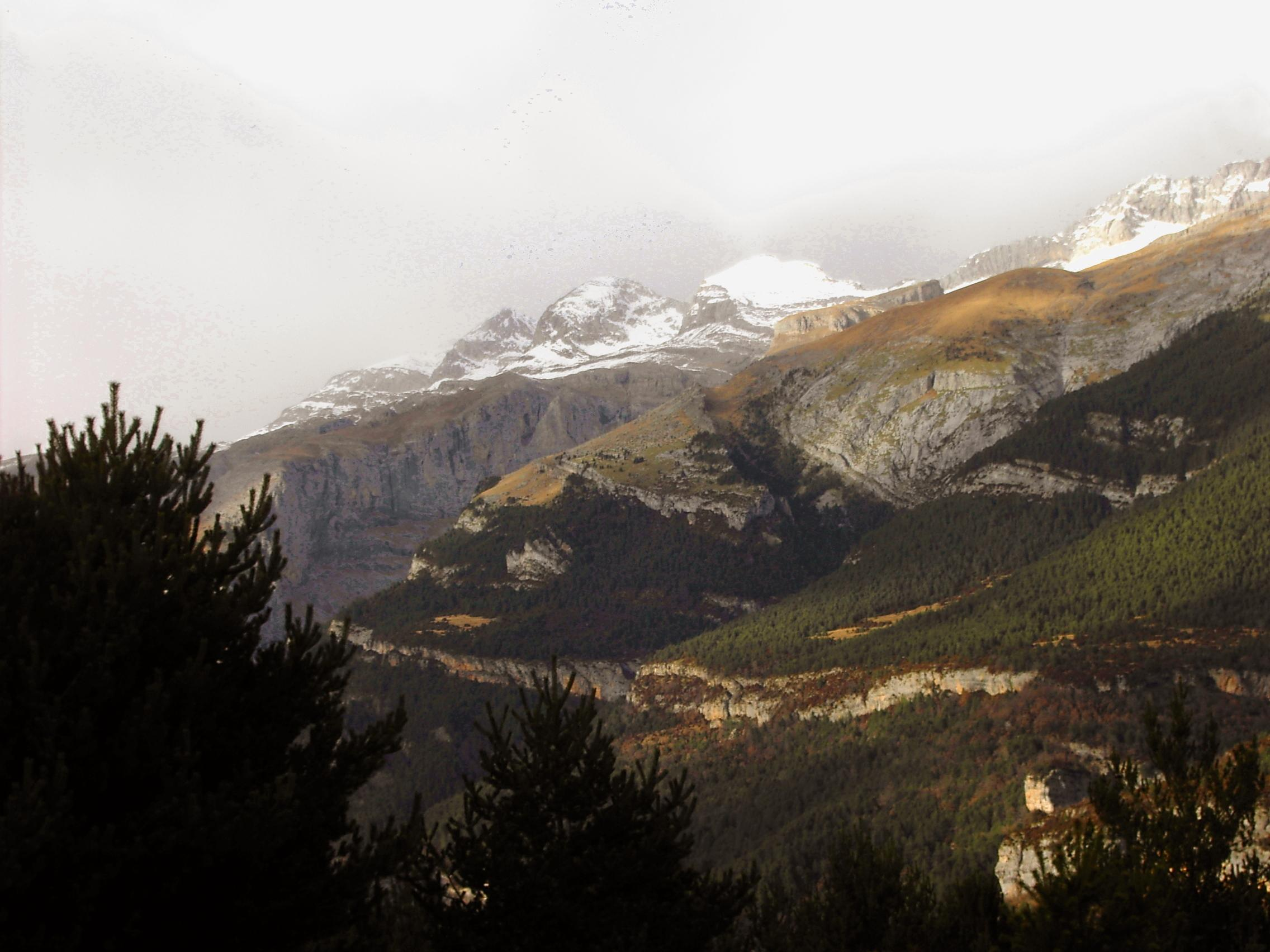
La sierra de las Zucas, que separa el valle de Tella del de Bielsa, es responsable de la separación dialectal de algunos rasgos lingüísticos.

Como habla norcentral que es, el aragonés en el Valle de Tella presenta muchas características que son comunes con el aragonés belsetano y el chistabino en la conjugación de los verbos, porque esos dos son las hablas arquetípicas de esta parte del Sobrarbe, pero también lo están con el aragonés del Valle de Puértolas y del Valle de Vió. Algunos de estos rasgos sólo se han descrito en estos lugares, pero se ha de pensar que antes también fueron más comunes en el aragonés central.

#### Infinitivos
Los infinitivos verbales en el Valle de Tella actualmente contemplan la pronunciación de la –r final, a diferencia del chistabino, y puntualmente, también, en el Valle del Cinca y La Fueva. Saroïhandy documentó que en la mayor parte del Sobrarbe, a finales del siglo XIX, aún se oían los infinitivos con –re llamada paragógica, que aún subsiste en la actualidad en el aragonés hablado en Chistén. No obstante, el filólogo francés no hizo ninguna mención en sus estudios del Valle de Tella. Podemos pensar que se hiciera, pero actualmente no se encuentra; no se puede concluir nada.

#### Gerundios
Como en todo el aragonés central y occidental, y dentro del aragonés oriental, también en el chistabino y el fobano, los gerundios se hacen con las terminaciones -ando, -endo e -indo.
- Minchando, pasturando, dormindo, correndo, fendo, plebendo, indo, estofando, clamando, puyando, sofrindo, etc.

## Fonética
Como en chistabino, belsetano y el aragonés del Valle de Puértolas hay algunos casos de pérdida de la -o final detrás de -z:
- troz.

Está documentado el empleo regular de diya con epéntesis antihiática, que en aragonés general es día pronunciándose esporádicamente diya.
Hay casos en -nn- geminada de origen latino como ninneza. Algunos filólogos han documentado formas como baranato que en Bielsa tienen -nn- geminada y que podrían ser malas transcripciones por parte de filólogos que ni veían ni esperaban encontrar ese carácter.
Como en belsetán el grupo -it- que deriva de los grupos latinos -CT-, -ULT- es -t-, sin -i- delante:
- muto, muta, feta.

Hay algún caso de castellanización fonética como allegar en vez de aplegar.

## Morfología
Los artículos son lo, es, la, las.
- El artículo o, a, as se emplea detrás de las preposiciones en (n'o, n'a), pero también se conoce la forma enno:
  - de que güé se fa enno salón n'o que més tarde se baila.
- Se emplea la combinación de lo:
  - ta una ilesia que ibi-ha a medio km de lo lugar e que n'a autualidá ye famosa per estar de lo siglo XI, e per estar consagrata.
- Detrás de las preposiciones ta y a se emplea lo, es, la, las:
  - se yiba ta la mediodiata.

El pronombre ellos, els del aragonés general es ers, pronunciado és como en belsetán y chistabín:
- es biellos per recordar es tiempos n'es que'és yeran chobens y es chobens t'asiguir una tradizión que tanto nos cuaca e asperamos que se i-asiguexca conserbando d'igual.

Se emplea la preposición per como en belsetán y benasqués, a diferencia del aragonés general, donde se emplea por.
La preposición ta también se emplea con función de finalidad, como en chistabín y benasqués:
- ye perque n'aqués tiempos yeba chen muto pobre e l'Ayuntamiento compraba bin e tortas ta toz n'o lugar.
- Dimpués d'ista zeremonia totas las tortas se partiban a trozos ta reparti-las de tardes n'a «Caridá».
- saco una u dos d'istas tortas se traixaban a trozos chicóz e se daban ta la chen.

Como en otros lugares de Sobrarbe se conserva més como evolución lógica del latín magis, diferente del aragonés general más, que se ha generalizado mucho en Sobrarbe en el siglo XX.
- MAGIS > mais > més.

Se emplea la forma asprés (derivada del aragonés medieval aprés) junto con dimpués y es fácil que tengan significados diferentes.
- Lo bin se i-lebaba n'una pichera de bardo feta asprés ta ista acuasión e con lo nombre de Tella n'un costato

Se emplea alabez, como es normal en el Alto Aragón oriental, correspondiendo a allora en el Alto Aragón occidental:
- Mutas personas no eban prebato lo bin en tot l'año e alabez s'encaprinaban como cubas.

El determinantes aquellos del aragonés general es aquers /aqués/ como en belsetán. 

### Morfología verbal
Los participios son en -ato, -ito, pero sin embargo se dice añada en vez de añata:
- Cada añada yeran dos casas las encargatas de repartir-ye las tortas, e lo bin, isto lo i-feba una presona de cada casa.

Como en chistabino, hay una -e en la primera persona del singular de los imperfecto de indicativo:
- como tos ibe dezindo.

Esto es un arcaísmo relacionado con el empleo de ibai en ansotano y también se empleaba en aragonés de las Cinco Villas y en el romance navarro, pero no se escribía en los textos navarros de la Edad Media.
- ibai > ibe.

Como en belsetán y chistabín, hay verbos de la conjugación en -ir que se conjugan como incoativos, como por ejemplo seguir:
- sigueix, asigueixca.

Hay empleo del verbo ser como auxiliar de los verbos de movimiento:
- se ye ito fendo.

## Léxico
El empleo de la palabra añada y año parece indicar que significan cosas diferentes, añada es un periodo temporal repetitivo con días especiales y el otro un tiempo añal determinado.
- Cada añada, cuan remata la «Caridá», toz asperamos que i-allegue un'altra begata lo 26 de chunio de lo siguién año.

(Cada año, cuando termina la Caridá, todos esperamos que llegue otra vez el 26 de junio del año siguiente).
La palabra rolde del aragonés general tiene la variante corroído.